# 卡哈魯烏帕齊拉
卡哈魯是孟加拉國的一個烏帕齊拉，位於拉傑沙希專區的博格拉縣。卡哈魯塔納初建於1928年，後於1983年轉為烏帕齊拉。

## 地理
卡哈魯烏帕齊拉位於納戈爾河東岸（與杜布坚吉亚乌帕齐拉隔河相望），方圓240.42平方（92.83平方英里）。其北鄰希布甘杰乌帕齐拉，東接博格拉沙達爾烏帕齊拉與沙賈漢布爾烏帕齊拉 ，西南與南迪格拉姆烏帕齊拉接壤，西與阿達姆迪吉烏帕齊拉毗鄰。

## 人口
據2011年孟加拉國人口普查，卡哈魯烏帕齊拉共有戶數58261戶，人口222376人，其中6.2%居於城區，9.4%年齡在5歲以下。該地7歲以上人口之平均識字率為52.1%，略高於全國平均值（51.8%）。